# رؤيا يوحنا

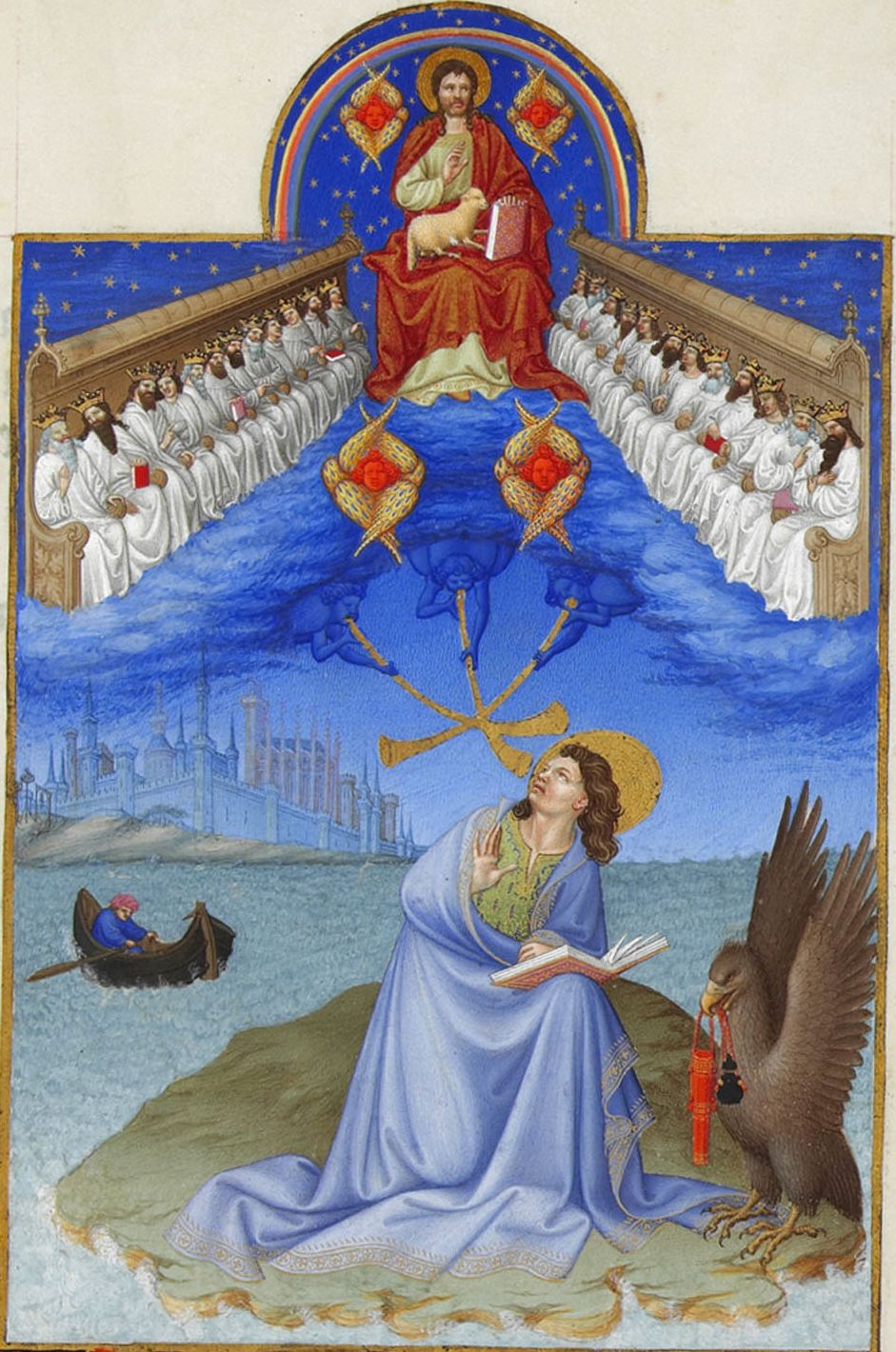
يوحنا في جزيرة بطمس يدوِّن رؤياه.

سفر رؤيا يوحنا هو السفر الوحيد ذو الصفة النبوية بين أسفار العهد الجديد ويأتي ترتيبه عادة الأخير بين مجموع أسفار الكتاب المقدس.لم يتضمن الكتاب المقدس اليوناني الأرثوذكسي سفر الرؤيا حتى وقت متأخر جدًا
يذكر المؤلف نفسه في النص باسم «يوحنا»، لكن هويته الدقيقة تبقى نقطة محل النقاش الأكاديمي. الكتاب المسيحيون في القرن الثاني مثل القديس جستن وإيرينيئوس ومليتو أسقف ساردس وإكليمندس الإسكندري ومؤلف Muratorian fragment يعرّفون يوحنا بن زبدي بأنه «يوحنا» في سفر الرؤيا. يأخذ الباحثون في العصر الحديث عموما وجهة نظر مختلفة، ويعتبر الكثيرون أنه لا يمكن معرفة شيء عن المؤلف إلا أنه نبي مسيحي. بعض الباحثين الحديثين يعتبرون مؤلف كتاب الرؤيا شخصية افتراضية يسمونها «يوحنا البطمسي». الجزء الأكبر من المصادر التقليدية تؤرخ تأليف السفر إلى عهد الإمبراطور دوميتيان (81–96 م)، وتميل الأدلة إلى تأكيد ذلك.

## التكوين

### العنوان، المؤلف والتاريخ
أُخذ العنوان من الكلمة الأولى من الكتاب باليونانية العامة المختلطة: κάλυψιςοκάλυψις apokalypsis، والتي تعني «الرؤيا» أو «الوحي». ويطلق المؤلف على نفسه اسم «يوحنا»، ولكن من غير المرجح حاليًا أن يكون كاتب الرؤيا هو أيضًا مؤلف إنجيل يوحنا. بعض الأدلة على ذلك تم اكتشافها في النصف الثاني من القرن الثالث من قبل البابا ديونيسيوس بابا الإسكندرية، الذي أشار إلى أن الإنجيل والرسائل المنسوبة إلى يوحنا، على عكس الرؤيا، لا تذكر اسم مؤلفها، وأن اللغة اليونانية في الإنجيل صحيحة وأنيقة بينما في سفر الرؤيا ليست كذلك؛ يعتقد بعض العلماء في وقت لاحق أن الكتابين بينهما أيضا اختلافات جذرية في المنظور اللاهوتي.
ينسب التقليد السفر إلى يوحنا بن زبدي، لكن من غير المحتمل أن يكون يوحنا بن زبدي قد عاش في الوقت الذي يعد الأكثر ترجيحا لتأليف الكتاب، وهو عهد دوميتيان، كما أن المؤلف لم يذكر أنه يعرف يسوع. كل ما هو معروف هو أن يوحنا مؤلف السفر كان نبيًا مسيحيًا يهوديًا، ربما ينتمي إلى مجموعة من الأنبياء المماثلين، وقد اعتُرِفَ به على هذا النحو من قبل الأتباع الذين يخاطبهم في حديثه. لا تزال الهوية الدقيقة للمؤلف غير معروفة، ويشير الباحثون إليه عادةً باسم يوحنا البطمسي. (رؤيا 1: 9 - «كُنْتُ فِي الْجَزِيرَةِ الَّتِي تُدْعَى بَطْمُسَ»).
تاريخ الكنيسة المبكّر يؤرّخ الكتاب إلى نهاية عهد الإمبراطور دوميتيان (حكم بين العامين 81-96)، ويتفق معظم الباحثين الحديثين، على الرغم من أن المؤلف ربما قد كتب نسخة أولى بعد حريق روما الكبير (64 م) في فترة حكم فسبازيان (69 -79 م) وقام بتحديثها تحت حكم دوميتيان. يبدو أن الوحش ذو الرؤوس السبعة والرقم 666 تلميح مباشر إلى الإمبراطور نيرون (حكم 54-68 م)، لكن هذا لا يعني بالضرورة أن الرؤيا قد كتبت في الستينيات، حيث كان هناك اعتقاد واسع النطاق في العقود اللاحقة بأن نيرون سيعود.
أوغو فاني (Ugo Vanni) وغيره من علماء الكتاب المقدس بأن سفر الرؤيا قد كُتب بقصد أن يُقرأ بالكامل في مكان طقسي واحد مع عناصر حوار بين القارئ (مفرد) والمستمعين (جمع) على أساس رؤ 1: 3 و 1: 10. و قد تكون قراءة سفر الرؤيا في الطقس القبطي ليلة ابوغلمسيس (Apocalypse) اكثر طقس يُظهر دعمًا كبيرًا لذلك (وإن كان مع بعض الاختلاف الملحوظ)، حيث أن تلك هي القراءة الكتابية الوحيدة في الكنيسة القبطية التي يوجد فيها حوار، حيث يتوقف القارئ مرات عديدة ويستجيب الشعب؛ بالإضافة إلى ذلك ، يُقرأ السفر بأكمله في إطار طقسي يتوج بالإفخارستيا.

## مضمون السفر
1. رؤيا المسيح الممجد وسط كنيسته، ويتبعها سبع رسائل إلى السبع كنائس التي في آسيا (رؤ 1: 9-3: 22). والغاية هنا لتعليم الكنيسة في حالتها الحاضرة وتحذيرها وتشجيعها.
2. رؤيا الله يسيطر على مصير المسكونة مسبحًا من كل الخليقة، ورؤيا حمل الله بيده السفر المختوم بسبعة ختوم والمتضمن الأوامر الإلهية (ص 4 و5)، ويتبع ذلك فتح الختوم في سبع رؤى تعلن قصد الله من خروج المسيح ليغلب إلى يوم الدينونة العظيمة (ص 6-8: 1). وبين الختم السادس والختم السابع نجد رؤيا تبين سلامة شعب الله وسط الضيقة العظيمة التي تحل بالعالم (ص 7).
3. رؤيا السبعة ملائكة الذين أعطوا سبعة أبواق (ص 8: 2 - 11: 19) وتبدأ برؤيا ملاك يقدم لله صلوات القدّيسين (ص 8: 2 - 6) ويتبع كل بوق رؤيا خراب يحل بالعالم الشرير، وينتهي الكل بالدينونة الأخيرة. وبين البوق السادس والبوق السابع تتوسط رؤيا أخرى أيضًا تعلن حفظ الكنيسة الشاهدة (ص 10: 1 - 11: 14).
4. رؤيا الكنيسة ترمز إليها بامرأة تلد المسيح ويشهر عليها التنّين (أي الشيطان) حربًا (ص 12) ويتبع ذلك رؤى الوحشين اللذين سيستخدمهما الشيطان لمعاونته (ص 13), ورؤيا الكنيسة المجاهدة (ص 14: 1-5) ورؤيا الخطوات المضطردة لنصرة المسيح (الأعداد 6-20).
5. رؤيا الجامات المحتوية الضربات الأخيرة (ص 15 و16) وتمثل الرؤيا الأولى نصرة القديسين، أما السبعة الجامات فتمثل ضربات الله السبع على العالم الشرير (ص 16).
6. رؤيا المدينة الزانية، أي بابل (ص 17) ويتبعها نصرة المسيح عليها وعلى أعدائه المتحالفين معها، وتختم أيضًا بالدينونة الأخيرة (ص 18 و19 و20).
7. رؤيا الكنيسة المثالية عروس المسيح، أو أورشليم الجديدة (ص 21: 1-8) ويتبعها وصف لأمجادها (ص 21: 9 - 22: 7).[15]يوم غضبه العظيم بريشة الرسام الإنجليزي جون مارتن تصور يوم القيامة. ضمن مجموعة تيت ، لندن

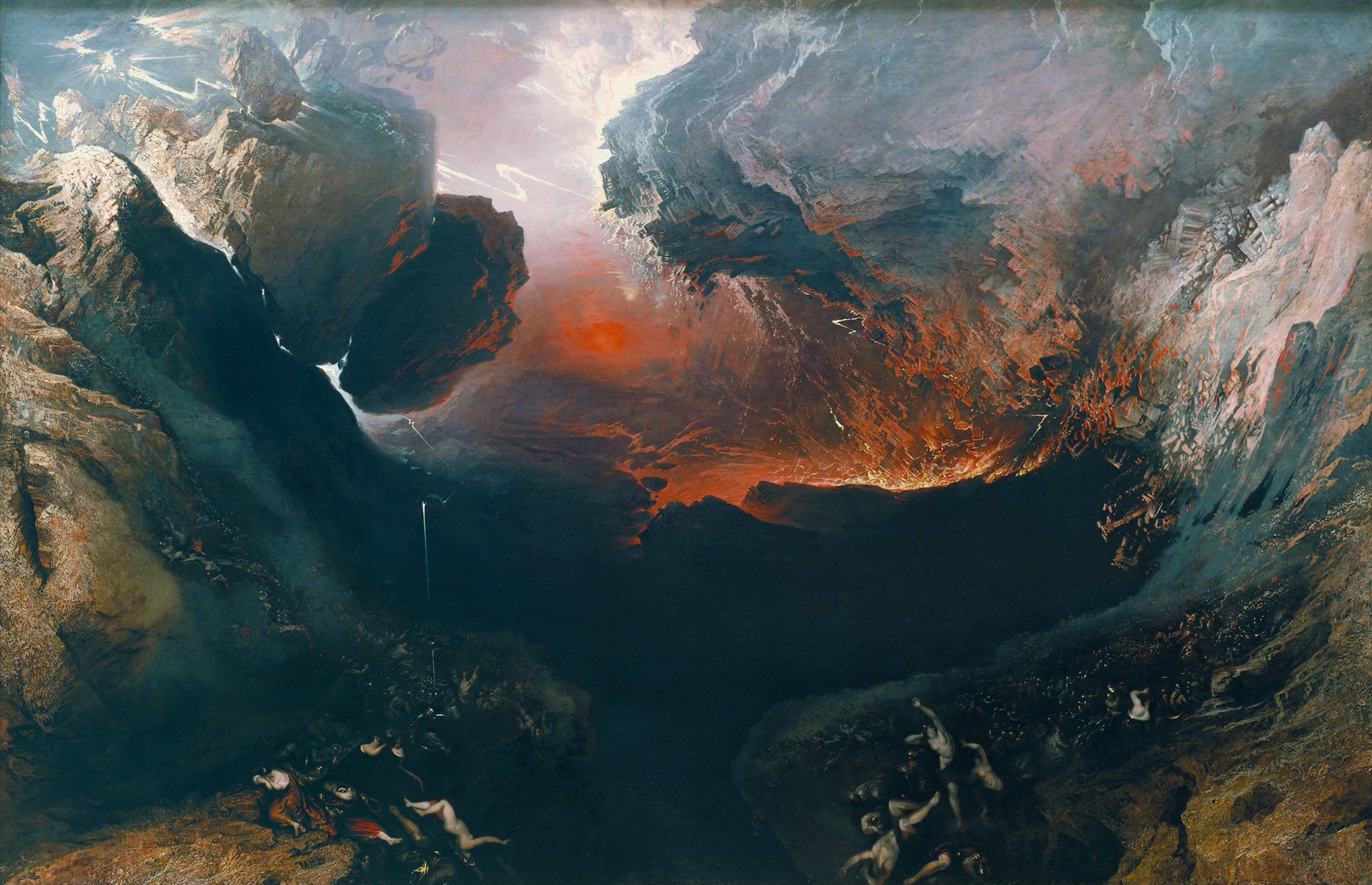
يوم غضبه العظيم بريشة الرسام الإنجليزي جون مارتن تصور يوم القيامة. ضمن مجموعة تيت ، لندن

## الجدال حول قانونية سفر رؤيا يوحنا

### في الماضي
تنازع الكثيرون في القرون الأولى حول قانونية سفر الرؤيا، فقد رفضه ماركيون بسبب كثرة الإشارات إلى العهد القديم به، كما رفضه جايوس وألجولوي “Algoloi” بسبب كثرة استخدام المونتانيين له بينما وضعه يوسابيوس على لائحته للأسفار “المُعترَف بها عالميًا” وأيضًا “الأسفار المشكوك في صحتها”، وفي كلا الموضعيّن يذيِّل تفسيره للسفر بعبارة “إذا كان صحيحًا”. الجدير بالذكر أن يوحنا ذهبيّ الفم لم يقتبس إطلاقًا من سفر الرؤيا فلم يترُك بذلك للعالَم المُعاصِر أية أفكار عن آراءه بشأن السفر، وعلى نفس المنوال لم يُدرِجه غريغوريوس النزينزي وكيرلس في لائحة الأسفار القانونية الخاصة بهم، علاوة على ذلك فقد حذفته الكنائس النسطورية تمامًا من أسفارها القانونية. ويتبيّن من كل ذلك عدم تمتُع سفر الرؤيا بأرضية ثابتة ضمن الأسفار القانونية المُعترَف بها في الكنيسة الأرثوذكسية الشرقية، فقد حذفته ترجمة البشيطا السريانية ولم يعترف به مجمَع لاودكية، وقد صنّفت الكنيسة الشرقية السفر كونه محل خلاف عام 850 في زمنٍ مُتأخر ومازالت لا تقرأه بصفة دورية. 
وكما أن تأخر الاعتراف به في الشرق بسبب ما تصوره البعض أن السفر يتكلّم عن مُلك ألفي مادي، كما كان هناك شك في نسبة السفر ليوحنا الإنجيلي. التأخر في ضم السفر لقائمة أسفار العهد الجديد القانونية كان نتيجة استخدام أصحاب هرطقة مونتانوس لآيات هذا السفر، لذا رأي مجمع لادوكية ( 363م) أن لا يقرأ في الكنيسة لئلا يعتقد الشعب أن الكنيسة قبلت بدعة مونتانوس وليس إعتراضا علي السفر.
وكما أن ماركيون الهرطوقي في منتصف القرن الثاني اثار الكثير من الضجه حول قانونية هذا السفر جعل القله من الكنائس تتخبط احيانا فيه وهذا بخاصه ان السفر هو السفر الرؤوي الوحيد في العهد الجديد ويتكلم عن امور سماويه صعب ان ان يعبر عنها باللغه البشريه فاستخدم لغة التشبيهات وسار قله من رجال الدين في هذا الزمان بسبب صعوبة السفر في ان يتذبذبوا في قبوله لانه غير مفهوم وذكر بروس متزجر عن موقف غريغوريوس من هذا كتاب: «وبالرغم من أن غريغوريوس يستبعد الرؤيا من القانون إلاَّ أنه يعترف بوجوده ويقتبس منه في مناسبات قليلة»
ولم يعترف به القديس كيرلس الأورشليمي ضمن اسفار العهد الجديد ويعلق مايكل مارلو «أن حذف سفر الرؤيا من قائمة كيرلس أسقف أورشليم يرجع الى رد الفعل العام ضد هذا الكتاب في الشرق نتيجة الاستخدام المفرط له بواسطة طائفة المونتانيين» ويؤكد ذلك ايضا سام شامون ويقول: «أن كيرلس قد قبل 26 سفراً من السبعة والعشرين كأسفار قانونية. الكتاب الوحيد الذي لم يذكره هو سفر الرؤيا. ويبدو أن السبب في حذف سفر الرؤيا هو الاستخدام المفرط له من قبل طائفة المونتانيين. وكان هذا هو السبب أيضاً وراء رفض الآباء الآخرين للرؤيا» ”
قائمة باسماء ستين كتاباً قانونياً, التي ربما نشأت في القرن السابع، والتي تم نقلها في العديد من المخطوطات، تعكس وجهة النظر السائدة على نطاق واسع في الكنيسة اليونانية في وقت لاحق وهي لا تحتوي سفر الرويا
ويذكر أمفيلوخيوس في القرن الرابع الميلادي قصيدة يذكر فيها كتب القانونية والمتنازع عليها, قصيد أمفيلوخيوس كا التالي: 
| رؤيا يوحنا | يجب أن نعلم أن ليس كل كتاب دُعي كتابًا مقدَّسًا، يجب علينا قبوله واعتباره دليلًا أمينًا صادقًا... أما في العهد الجديد فلا نقبل إلاَّ الأناجيل الأربعة: متى ومرقس ولوقا ويوحنا، وأعمال الرسل وهو السفر الثاني للوقا. أضف إليها رسائل الإناء المصطفى بولس وهيَ أربعة عشرة رسالة، واحدة إلى الرومانيين، واثنتان إلى الكورنثيين، وأخرى إلى الغلاطيين، ورسالة إلى الأفسسيين، وواحدة إلى الفيلبيين، وأخرى إلى الكولوسيين، ثم رسالتان إلى التسالونيكيين، ورسالة إلى تيموثاوس، ورسالة إلى كل من تيطس وفليمون، عدا الرسالة التي قال عنها البعض خطأ أنها مزوَّرة وهيَ الرسالة إلى العبرانيين. ثم الرسائل الجامعة وقد قال البعض أنها ثلاث وآخرون قالوا أنها سبع رسائل. أما نحن فيجب أن نقبل رسالة يعقوب ورسالة بطرس ورسالة يوحنا، وإن قال البعض أن ليوحنا ثلاث رسائل ولبطرس رسالتين، عدا رسالة ليهوذا وهيَ في حسابهم السابعة. وأما كتاب الرؤيا ليوحنا فالبعض يقبلونه وعدد غفير يقول أنه مزوَّر. هذا هو القانون الأقرب إلى الحقيقة في الكتب المقدَّسة المُوحَى بها من الله | رؤيا يوحنا |

 وكما أن سفر الرويا غير موجود في الترجمة القبطية الصعيدية والترجمة الهرقلية في 616 م وترجمة البشيطا في القرن الرابع الميلادي

### في الحاضر
في الليتورجيا الأرثوذكسية اليونانية، لم يقرأوا أبدًا من سفر الرؤيا. ولهذا السبب، فإن العديد من اليونانيين المعاصرين سوف يزعمون أن سفر الرؤيا "ليس قانونياً". ... لأنهم لا يقرؤون منه في قداسهم اليوناني. الآن، حقيقة أن الكنيسة الأرثوذكسية الروسية تقرأ من سفر الرؤيا في قداسها الروسي هي أمر لا علاقة له بالموضوع. لذا، بالنسبة للأرثوذكس الشرقيين، فإن كلمة "قانوني" لا تشير حقًا إلى قانون قانوني متفق عليه عالميًا، ولكن إلى الممارسة الإقليمية المشتركة لكنائس محددة. لسوء الحظ، أدى هذا ببعض الأرثوذكس اليونانيين والأرثوذكسية المعاصرين إلى الادعاء بأن سفر الرؤيا "غير موحى به" و/أو "غير ملزم" لهم،

## معرض صور

رؤيا يوحنا. منمنمة أرمنية 1645.
رؤيا أورشليم الجديدة، منمنمة أرمنية، 1368.

## مواضيع ذات صلة
- الاختلافات النصية في سفر رؤيا يوحنا اللاهوتي
- يوحنا بن زبدي
- يوحنا الإنجيلي
- يوحنا البطمسي
- يوحنا القسيس
- تأليف الكتابات اليوحناوية
- رقم الوحش
- أرواح الله السبعة
- وحش الكتاب المقدس